# 2000 Malibu Road
2000 Malibu Road ist der Titel einer US-amerikanischen Fernsehserie der 1990er-Jahre des Regisseurs Joel Schumacher, die von Columbia Broadcasting System produziert wurde.
Die erste Folge wurde am 23. August 1992 in den Vereinigten Staaten gesendet.

## Handlung
Die Serie handelt von Jade O’Keeffe, einer ehemaligen Prostituierten, die ihr altes Leben hinter sich lassen möchte und drei Frauen bei sich aufnimmt, um die Miete ihres Strandhauses in Malibu zahlen zu können: die Rechtsanwältin Perry Quinn, die angehende Schauspielerin Lindsay Rule sowie deren bösartige Schwester Joy Rule.
Die Handlung beschäftigt sich vor allem mit O’Keeffes zweifelhafter Vergangenheit und ihrer Verhaftung als mutmaßlicher Mörderin. Quinn versucht ihre Unschuld zu beweisen und ist nebenbei mit ihrem alten Ex-Freund Roger Tabor beschäftigt. Sie versucht ihn zu entlasten, da er wegen Vergewaltigung vor Gericht steht, in der letzten Folge wird aufgedeckt, dass er zu Recht angeklagt war. Der dritte Handlungsbogen beschäftigt sich mit den Schwestern Lindsay und Joy Rule. Joy Rules Eifersucht auf ihre erfolgreiche Schwester, die sich in einen Produzentensohn verliebt, führt zu weitreichenden Intrigen.

## Sonstiges
Insgesamt wurden sechs Folgen gedreht, die eigentlich als Probelauf für eine langlaufende Serie geplant waren. Die Einschaltquoten waren sehr hoch und 2000 Malibu Road war bei seiner Ausstrahlung die zweitbeliebteste Serie der Saison. Aus firmenpolitischen Gründen wurde die Serie dennoch abgesetzt. In einem Interview gibt Lisa Hartman als Grund für die Absetzung an, dass Aaron Spelling zu jener Zeit mit Melrose Place zeitgleich eine zweite Fernsehserie produzierte. Spelling habe sich dadurch in einer Zwickmühle befunden und letztendlich 2000 Malibu Road fallen gelassen, um Melrose Place nicht zu schwächen.
Durch den Abbruch der Serie blieb sie für das amerikanische Publikum unvollendet – sämtliche Handlungsstränge wurden mit dem Abbruch nach dem Cliffhanger der letzten Episode plötzlich abgeschnitten. Da die Fernsehserie in Europa sehr gut ankam, wurde für die europäische Ausstrahlung ein abgeschlossenes Ende produziert. In der Schlusssequenz der letzten Episode berichtet Jade O’Keeffe (Lisa Hartman), was aus den Hauptcharakteren der Serie geworden ist.